# Bet-Choron

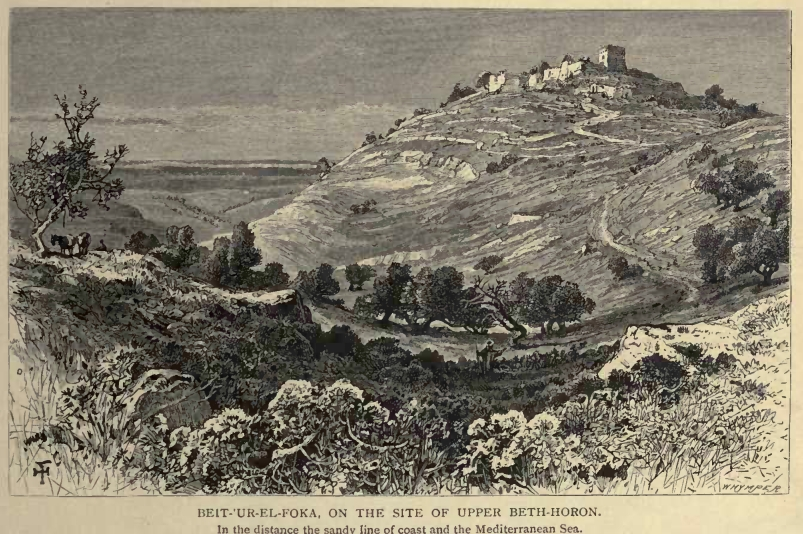
Bet-Choron Górne rysunek z 1880

Bet-Choron (lub Betoron, Bejt-Choron, Bethora, Beith Horon) („dom Horona”) – starożytne miasto z czasów biblijnych, położone przy ważnej drodze z Jerozolimy w górę doliny Ajalon. Miasto miało dwie części, oddalone o około 2 km, zwane Bet-Choron Górne (obecnie Beit ‘Ur al-Fauqa) oraz Bet-Choron Dolne (obecnie Beit ‘Ur al-Tahta). Strategiczne znaczenie miała przełęcz między obiema częściami.

## Etymologia i położenie
Nazwa miejscowości wywodzi się od imienia egipsko-kananejskiego bóstwa zwanego Horon (Haurôn), które pojawia się w literaturze z Ugarit. Miasto położone było około 20-22 km na północny zachód od Jerozolimy, na drodze łączącej Jerozolimę z Lyddą i nadmorską Joppą poprzez Gibeon i dalej w górę doliny Ajalon. Duże znaczenie miało położenie między stolicą a równiną nadmorską oraz umiejscowienie po obu stronach przełęczy. Zgodnie z podziałem ziem między plemiona izraelskie obie części należały do plemienia Efraima blisko granicy ziem plemienia Beniamina.

## Historia
Według biblijnej księgi 1 Kronik 7,24 Bet-Choron Górne i Dolne założyła lub zbudowała Szeera, córka Berii, a wnuczka Efraima, należało więc do ziem plemienia Efraima. Jednakże później zostało przekazane synom Kehata z plemienia Lewiego. W czasie podboju Ziemi Obiecanej przez Jozuego, pokonani królowie amoryccy uciekali zboczem Bet-Choron. W czasach króla Saula drogą przez Bet-Choron oddziały Filistynów dokonywały z Mikmas napadów grabieżczych. Król Salomon umocnił warownie w Bet-Choron Górnym i Dolnym. Według egipskich źródeł faraon Szeszonk I podczas najazdu w czasach króla Roboama zdobył między innymi Bet-Choron. Za rządów króla Amazjasza najemnicy z plemienia Efraima spustoszyli Bet-Choron przed bitwą z Edomitami.
W czasie powstania Machabeuszów Juda Machabeusz pokonał w 166 roku p.n.e. wojska Seleukidów pod wodzą Serona. Następnie w 160 roku p.n.e. Bakchides po zwycięstwie nad Judą Machabeuszem w bitwie pod Elasą naprawił umocnienia i osadził załogę seleukidzką w Bet-Choron. Natomiast w czasie wojny żydowskiej w październiku/listopadzie 66 roku n.e. zeloci pod dowództwem Eleazara pokonali w bitwie w wąwozie Bet-Choron oddziały Cestiusza Gallusa.